# Аний Мела
Аний Мела (на латински: Annius Mela) е политик на Римската империя от края на 1 и началото на 2 век.
През 103 г. той е суфектконсул заедно с Пиблий Калпурний Мацер Кавлий Руф.